# Stephen Kingsley
Stephen Kingsley (Stirling, 23 luglio 1994) è un calciatore scozzese, difensore degli Hearts.

## Carriera

### Club
Dopo 88 partite nella seconda serie scozzese con il Falkirk, si trasferisce in Inghilterra giocando in Premier League con lo Swansea City, con cui nel corso della stagione 2015-2016 disputa 4 partite in questa categoria.

### Nazionale
Ha giocato nelle nazionali giovanili scozzesi Under-18, Under-19 ed Under-21.
Tra il 2016 ed il 2022 ha giocato 2 partite nella nazionale maggiore scozzese.

## Statistiche

### Presenze e reti nei club
Statistiche aggiornate al 18 maggio 2024.
| Stagione            | Squadra             | Campionato          | Campionato | Campionato | Coppe nazionali | Coppe nazionali | Coppe nazionali | Coppe continentali | Coppe continentali | Coppe continentali | Altre coppe | Altre coppe | Altre coppe | Totale | Totale |
| Stagione            | Squadra             | Comp                | Pres       | Reti       | Comp            | Pres            | Reti            | Comp               | Pres               | Reti               | Comp        | Pres        | Reti        | Pres   | Reti   |
| ------------------- | ------------------- | ------------------- | ---------- | ---------- | --------------- | --------------- | --------------- | ------------------ | ------------------ | ------------------ | ----------- | ----------- | ----------- | ------ | ------ |
| 2010-2011           | Falkirk             | SFD                 | 3          | 0          | CS+CdL          | 0               | 0               |                    | -                  | -                  | CC          | 0           | 0           | 3      | 0      |
| 2011-2012           | Falkirk             | SFD                 | 15         | 0          | CS+CdL          | 0+1             | 0               |                    | -                  | -                  | CC          | 1           | 0           | 17     | 0      |
| 2012-2013           | Falkirk             | SFD                 | 35         | 0          | CS+CdL          | 4+2             | 0               |                    | -                  | -                  | CC          | 2           | 0           | 43     | 0      |
| 2013-2014           | Falkirk             | SC                  | 35+4       | 1+0        | CS+CdL          | 1+3             | 0               |                    | -                  | -                  | CC          | 2           | 0           | 45     | 1      |
| Totale Falkirk      | Totale Falkirk      | Totale Falkirk      | 88+4       | 1          |                 | 11              | 0               |                    | -                  | -                  |             | 5           | 0           | 108    | 1      |
| 2014-gen. 2015      | Swansea City        | PL                  | 0          | 0          | FACup+CdL       | 0               | 0               |                    | -                  | -                  |             | -           | -           | 0      | 0      |
| gen.-giu. 2015      | Yeovil Town         | FL1                 | 12         | 0          |                 | -               | -               |                    | -                  | -                  |             | -           | -           | 12     | 0      |
| ago.-nov. 2015      | Crewe Alexandra     | FL1                 | 12         | 0          | FACup+CdL       | 0               | 0               |                    | -                  | -                  | FLT         | 0           | 0           | 12     | 0      |
| nov. 2015-2016      | Swansea City        | PL                  | 4          | 0          | FACup+CdL       | 1+0             | 0               |                    | -                  | -                  |             | -           | -           | 5      | 0      |
| 2016-2017           | Swansea City        | PL                  | 13         | 0          | FACup+CdL       | 1+0             | 0               |                    | -                  | -                  |             | -           | -           | 14     | 0      |
| Totale Swansea City | Totale Swansea City | Totale Swansea City | 17         | 0          |                 | 2               | 0               |                    | -                  | -                  |             | -           | -           | 19     | 0      |
| 2017-2018           | Hull City           | FLC                 | 11         | 0          | FACup+CdL       | 0               | 0               |                    | -                  | -                  |             | -           | -           | 11     | 0      |
| 2018-2019           | Hull City           | FLC                 | 26         | 0          | FACup+CdL       | 0+1             | 0               |                    | -                  | -                  |             | -           | -           | 27     | 0      |
| 2019-2020           | Hull City           | FLC                 | 8          | 0          | FACup+CdL       | 0               | 0               |                    | -                  | -                  |             | -           | -           | 8      | 0      |
| Totale Hull City    | Totale Hull City    | Totale Hull City    | 45         | 0          |                 | 1               | 0               |                    | -                  | -                  |             | -           | -           | 46     | 0      |
| 2020-2021           | Hearts              | SC                  | 20         | 4          | CS+CdL          | 0+6             | 0               |                    | -                  | -                  |             | -           | -           | 26     | 4      |
| 2021-2022           | Hearts              | SP                  | 33         | 6          | CS+CdL          | 5+5             | 1+0             |                    | -                  | -                  |             | -           | -           | 43     | 7      |
| 2022-2023           | Hearts              | SP                  | 21         | 0          | CS+CdL          | 3+0             | 0               | UEL+UECL           | 2+5                | 0                  |             | -           | -           | 31     | 0      |
| 2023-2024           | Hearts              | SP                  | 33         | 1          | CS+CdL          | 4+3             | 0               | UECL               | 4                  | 0                  |             | -           | -           | 44     | 1      |
| Totale Hearts       | Totale Hearts       | Totale Hearts       | 107        | 11         |                 | 26              | 1               |                    | 11                 | 0                  |             | -           | -           | 144    | 12     |
| Totale carriera     | Totale carriera     | Totale carriera     | 285        | 12         |                 | 40              | 1               |                    | 11                 | 0                  |             | 5           | 0           | 341    | 13     |

### Cronologia presenze e reti in nazionale
| Cronologia completa delle presenze e delle reti in nazionale ― Scozia | Cronologia completa delle presenze e delle reti in nazionale ― Scozia | Cronologia completa delle presenze e delle reti in nazionale ― Scozia | Cronologia completa delle presenze e delle reti in nazionale ― Scozia | Cronologia completa delle presenze e delle reti in nazionale ― Scozia | Cronologia completa delle presenze e delle reti in nazionale ― Scozia | Cronologia completa delle presenze e delle reti in nazionale ― Scozia | Cronologia completa delle presenze e delle reti in nazionale ― Scozia |
| Data                                                                  | Città                                                                 | In casa                                                               | Risultato                                                             | Ospiti                                                                | Competizione                                                          | Reti                                                                  | Note                                                                  |
| --------------------------------------------------------------------- | --------------------------------------------------------------------- | --------------------------------------------------------------------- | --------------------------------------------------------------------- | --------------------------------------------------------------------- | --------------------------------------------------------------------- | --------------------------------------------------------------------- | --------------------------------------------------------------------- |
| 4-6-2016                                                              | Metz                                                                  | Francia                                                               | 3 – 0                                                                 | Scozia                                                                | Amichevole                                                            | -                                                                     | 66’                                                                   |
| 27-9-2022                                                             | Cracovia                                                              | Ucraina                                                               | 0 – 0                                                                 | Scozia                                                                | UEFA Nations League 2022-2023 - 1º turno                              | -                                                                     | 72’                                                                   |
| Totale                                                                |                                                                       | Presenze                                                              | 2                                                                     |                                                                       | Reti                                                                  | 0                                                                     |                                                                       |

## Palmarès

### Club

#### Competizioni nazionali
- Scottish Challenge Cup: 1

Falkirk: 2011-2012
- Scottish Championship: 1

Hearts: 2020-2021